# USS Belknap (DD-251)
USS Belknap (DD-251/AVD-8/DD-251/APD-34) là một tàu khu trục lớp Clemson được Hải quân Hoa Kỳ chế tạo vào cuối Chiến tranh Thế giới thứ nhất, được cải biến thành tàu tiếp liệu thủy phi cơ AVD-8, rồi thành tàu vận chuyển cao tốc APD-34 để tiếp tục phục vụ trong Chiến tranh Thế giới thứ Hai cho đến khi xung đột kết thúc. Nó là chiếc tàu chiến đầu tiên của Hải quân Hoa Kỳ được đặt tên theo Chuẩn đô đốc George Belknap (1832-1903).

## Thiết kế và chế tạo
Belknap được đặt lườn vào ngày 31 tháng 7 năm 1918 tại xưởng tàu Fore River Shipyard của hãng Bethlehem Shipbuilding Corporation ở Quincy Massachusetts. Nó được hạ thủy vào ngày 14 tháng 1 năm 1919, được đỡ đầu bởi cô Frances Georgiana Belknap, cháu nội đô đốc Belknap; và được đưa ra hoạt động vào ngày 28 tháng 4 năm 1919 dưới quyền chỉ huy của Hạm trưởng, Thiếu tá Hải quân S. Gassee.

## Lịch sử hoạt động

### Giữa hai cuộc thế chiến
Sau chuyến đi chạy thử máy, Belknap gia nhập lực lượng Hải quân Hoa Kỳ tại Địa Trung Hải; và sau khi phục vụ tại Châu Âu trong nhiều tháng, nó quay trở về Hoa Kỳ và gia nhập Đội khu trục 28 trực thuộc Hạm đội Đại Tây Dương cho đến khi được đưa về lực lượng dự bị tại Xưởng hải quân Charleston vào năm 1920. Nó được cho xuất biên chế tại Xưởng hải quân Philadelphia vào ngày 28 tháng 6 năm 1922.

### Thế Chiến II
Đến năm 1940, Belknap được cải biến thành một tàu tiếp liệu thủy phi cơ, được xếp lại lớp với ký hiệu lườn mới AVD-8 vào ngày 2 tháng 8 năm 1940, và được cho nhập biên chế trở lại vào ngày 22 tháng 11 năm 1940. Nó được phân về Không đoàn Tuần tra 5 đặt căn cứ tại Hamilton, Bermuda, và tiếp tục ở lại đây cho đến đầu năm 1941 khi nó quay trở về Newport, Rhode Island. Từ tháng 5 đến tháng 9 năm 1941, nó thực hiện ba chuyến đi từ Newport đến Newfoundland và Iceland. Nó ở lại khu vực Reykjavík, Iceland từ tháng 9 năm 1941 đến tháng 5 năm 1942 trước khi quay trở về Xưởng hải quân Charleston cho một đợt đại tu kéo dài.
Từ tháng 8 năm 1942 đến tháng 1 năm 1943, Belknap làm nhiệm vụ tuần tra tại vùng biển Caribe, và từ tháng 2 năm 1943 đến tháng 1 năm 1944 đã phục vụ cùng các đội đặc nhiệm chống tàu ngầm của USS Bogue, USS Croatan và USS Core tại Đại Tây Dương. Được xếp lớp trở lại ký hiệu lườn DD-251 vào ngày 14 tháng 11 năm 1943, Belknap được tặng thưởng danh hiệu Đơn vị Tuyên dương Tổng thống do phục vụ cùng Đội đặc nhiệm 21.12 (nhóm của Bogue) từ ngày 20 tháng 4 đến ngày 20 tháng 6 năm 1943. Sau khi làm nhiệm vụ hộ tống vận tải dọc bờ Đông và vùng vịnh Mexico từ tháng 2 đến tháng 6 năm 1944, Belknap trải qua một đợt cải biến thành một tàu vận chuyển cao tốc và được xếp lại lớp với ký hiệu lườn mới APD-34 vào ngày 22 tháng 6 năm 1944.
Sau khi việc cải biến hoàn tất, Belknap được điều sang khu vực Thái Bình Dương vào tháng 9 năm 1944. Từ ngày 18 đến ngày 22 tháng 10, nó phục vụ như một tàu bảo vệ cho cuộc chiếm đóng Leyte thuộc Philippines; và từ ngày 3 đến ngày 11 tháng 1 năm 1945 như một tàu bắn phá bờ biển và trinh sát bãi đổ bộ cho cuộc đổ bộ lên vịnh Lingayen, Luzon. Vào ngày 11 tháng 1, nó xoay mọi khẩu súng của nó vào một máy bay tấn công cảm tử kamikaze Nhật Bản, nhưng không ngăn được nó đâm bổ vào ống khói số hai của mình, làm hỏng động cơ, khiến 38 người thiệt mạng và 49 người khác bị thương. Belknap tiếp tục ở lại khu vực Lingayen, được sửa chữa khẩn cấp cho đến ngày 18 tháng 1, khi nó được chiếc USS Hidatsa kéo đến Manus thuộc quần đảo Admiralty. Sau khi được sửa chữa tạm thời tại Manus, nó tiếp tục đi đến Xưởng hải quân Philadelphia để sửa chữa, đến nơi vào ngày 18 tháng 6. Được cho ngừng hoạt động vào ngày 4 tháng 8 năm 1945, tên của Belknap được rút khỏi danh sách Đăng bạ Hải quân vào ngày 13 tháng 8 năm 1945, và nó bị bán để tháo dỡ vào ngày 30 tháng 11 năm 1945.

## Phần thưởng
Ngoài danh hiệu Đơn vị Tuyên dương Tổng thống, Belknap còn được tặng thưởng ba Ngôi sao Chiến trận do thành tích phục vụ trong Chiến tranh Thế giới thứ hai.